# ОШ „Радојка Лакић” Савски венац
ОШ „Радојка Лакић” једна је од основних школа у Београду. Налази се у улици Др Александра Костића 1-7, у општини Савски венац, а основана је 1960. године.

## Опште информације
Школа се налази на Савском венцу у непосредној близини некадашње главне железничке станице Београд, код Савског трга. У непосредној близни школе налази се и Железнички музеј Србије, као и Парк Гаврила Принципа.
Школа је основана 1960. године, када је направљена и зграда у којој се налази, а реновирана 2004. године. Налази се у мирној улици Др Александра Костића (некадашња Теслина), иако се у њеној близини налазе три прометне саобраћајнице  (Сарајевска улица, Немањина улица и Савска улица). Због локације школе у центру града, омогућена је велика културна понуда и понуда историјских знаменитости ђацима у установама као што су ДД „Ђуро Салај”, Академија 28, „Веселин Маслеша”; позоришта: Бошко Буха, Душко Радовић, Пуж; библиотеке: „Ђука Динић”, „Бора Станковић”, Градска библиотека; Калемегдан, Железнички музеј, Педагошки музеј, Народни музеј, Етнографски музеј и друге.
Школа носи име по Радојки Лакић,  учесници Народноослободилачке борбе и народном хероју Југославије. Школа располаже са 12 кабинета и 8 учионица, а настава се одвија у преподневној смени, док за ученике нижих разреда постоји могућност продуженог боравка.  У оквиру школе постоје драмска, еколошка, историјска, кошаркашка, ликовна, рецитаторска, одбојкашка, ритмичка секција и хор.